# Ferme de Cossiat
La ferme de Cossiat est une ferme située à Saint-Didier-d'Aussiat, en France.

## Localisation
La ferme est située dans le département français de l'Ain, sur la commune de Saint-Didier-d'Aussiat.

## Historique
La ferme est inscrite au titre des monuments historiques en 1925.